# Francisco Xavier do Amaral
Francisco Xavier do Amaral (né à Turiscai (en) le 3 décembre 1937 - mort à Dili le 6 mars 2012) est un homme politique du Timor oriental. Fondateur du Front révolutionnaire pour l'indépendance du Timor oriental, il a été nommé premier président de cette colonie portugaise lorsque celle-ci a déclaré unilatéralement son indépendance le 28 novembre 1975. Il a également été député de l'Association social démocrate timoraise au parlement du Timor oriental de 2001 jusqu'à sa mort. Il est surnommé affectivement « Abo (grand-père) Xavier » par les Est-timorais.

## Biographie
Membre de l'ethnie Mambai, Amaral était un descendant des rois qui dirigeaient ce qui est maintenant le district de Manufahi, dans le centre-sud du Timor oriental. 
Amaral a fondé l’Association sociale-démocrate timoraise au début des années 1970. Le parti, considéré comme un précurseur du Fretilin, a plaidé pour l'indépendance du Portugal. 
Amaral est devenu le premier président du pays le 28 novembre 1975, date à laquelle le Timor oriental a déclaré son indépendance du Portugal. Son mandat à la présidence depuis seulement 10 jours avant d'être forcé de se réfugier dans l'intérieur montagneux avec le Fretilin en raison de l'invasion du pays par l'Indonésie le 7 Décembre 1975. Bien que la plupart des gouvernements du monde ont refusé de reconnaître l'indépendance du Timor oriental ou l'autorité d'Amaral au cours de son règne de dix jours en 1975, le peuple est-timorais considérait Amaral comme le premier président du pays, selon Damien Kingsbury, professeur de sciences politiques à l'Université Deakin. et un expert de premier plan sur le Timor oriental. 
Amaral a été évincé de Fretilin et emprisonné par la faction marxiste du parti en 1977 au milieu de désaccords sur la stratégie à adopter pour s'opposer à l'occupation indonésienne. La faction Fretilin l'a tenu et l'a déplacé fréquemment alors qu'elle combattait les forces militaires indonésiennes. Il avait été abandonné en août 1978 lorsque ses ravisseurs de Fretilin avaient été pris dans une embuscade et avaient été rapidement arrêté par l'armée indonésienne. 
De la fin des années 1980 à 1999, il a été coprésident de l’Association d’amitié indonéso-portugaise (PPIP). Une ONG créée à Jakarta pour établir un dialogue avec les dirigeants de la communauté portugaise dans le but de trouver une solution non politique pour les peuples du Timor oriental.
Le gouvernement indonésien a utilisé Amaral comme outil de propagande pour diviser le mouvement indépendantiste timorais après sa capture. Il a été exilé à Bali, où il a été forcé de travailler comme domestique pour le général Dading Kalbuadi , chef de l’ invasion indonésienne du Timor oriental. Il a été transféré à Jakarta en 1983, où il se lie d' amitié un autre prisonnier en exil timorais, Xanana Gusmão. Amaral et Gusmão sont devenus des amis proches lors de leur emprisonnement à Jakarta. 
Amaral a tenté de négocier plusieurs accords de paix avec le gouvernement indonésien pendant son exil à Jakarta. Ses négociations avec l’Indonésie ont été très controversées avec d’autres séparatistes du Timor oriental. Il a été libéré de la maison du général Kalbuadi à Jakarta, mais a vécu dans la pauvreté pendant le reste de son exil. Amaral est resté à Jakarta de 1983 jusqu'au retrait de l'Indonésie du Timor oriental en 1999.
Il décède le 6 mars 2012.